# Silvère Galéas des Réaux
Silvère Galéas des Réaux est un personnage de fiction récurrent des romans d'Annie Jay. Il est l'un des héros de la série Complots à Versailles, et un personnage secondaire du roman À la poursuite d'Olympe.

## Famille et amis
Silvère nait vers 1664. À la mort de son père, le comte des Réaux, il hérite du titre et de la fortune familiale, ce qui lui vaut d'être poursuivi par les demoiselles de la Cour. L'une d'elles, repoussée, fera courir le bruit que le comte a « des goûts italiens », autrement dit, qu'il est homosexuel.
 
À Versailles, il fait la connaissance de Pauline de Saint-Béryl, d'Élisabeth de Coucy et de Cécile Drouet. Son ami, Thomas de Pontfavier, lui présente Guillaume de Saint-Béryl, le frère de Pauline.

## Dans les romans d'Annie Jay

### Complot à Versailles, été 1682 - septembre 1682
Silvère apparaît en été 1682, à Versailles, peu après l'arrivée de Pauline et Cécile. Il est alors poursuivi par Héloïse de Montviviers, une demoiselle de la Reine qui espère accéder à la fortune en l'épousant. Lorsque Pauline, harcelée par Athénaïs de Montespan, fait croire qu'elle est fiancé à Silvère, celui-ci ne dément pas, pour se débarrasser des marieuses de Versailles.

### La Dame aux élixirs, automne 1682
En automne 1682, alors que Cécile et Guillaume se lancent sur la piste d'une certaine Madame Jouvence, Silvère est victime d'une machination menée par Élisabeth de Coucy, Pauline de Saint-Béryl et Philippe de Floréac, destinée à lui faire avouer sa flamme à Pauline.

### L'Aiguille empoisonnée, décembre 1682-janvier 1683
Silvère n'apparaît que très peu de temps dans L'Aiguille empoisonnée, où il ne joue qu'un rôle mineur en tant que fiancé très amoureux de Pauline.

### À la poursuite d'Olympe, février 1683
Silvère apparaît aussi dans À la poursuite d'Olympe en tant que personnage secondaire, aux côtés de Pauline.

## Description
Silvère Galéas des Réaux est décrit comme étant un jeune homme d'environ dix-huit ans en 1682, séduisant, aux cheveux châtain clair et aux yeux bleu pervenche.